# Teddy Bear (piosenka StayC)
Teddy Bear – piosenka nagrana przez południowokoreańską grupę dziewcząt STAYC na ich czwarty single album Teddy Bear. Piosenka została wydana jako główny singel 14 lutego 2023 roku przez High Up Entertainment.

## Historia wydania
18 stycznia 2023 roku High Up Entertainment ogłosiło, że STAYC wyda w lutym swój nowy album. 31 stycznia ogłoszono, że 14 lutego wydadzą swój czwarty single album zatytułowany Teddy Bear oraz piosenkę, która posłuży jako singel pod tą samą nazwą. Zwiastuny teledysku do tytułowej piosenki ukazały się 5 i 12 lutego.

## Kompozycja
Piosenka „Teddy Bear” została napisana przez B.E.P z FLYT'em, skomponowana przez B.E.P wspólnie z Jeon Goon'em, a zaaranżowana przez Rado i FLYT'a. Utwór został opisany jako pop punkowa piosenka z tekstem, który „zawiera pozytywne przesłanie, które daje nadzieję i pocieszenie”. Piosenka ta została skomponowana w tonacji G-dur, w tempie 119 uderzeń na minutę.

## Promocja
Po wydaniu Teddy Bear, 14 lutego 2023 roku, STAYC zorganizowało wydarzenie na żywo, aby przedstawić single album i jego utwory, w tym „Teddy Bear”, jak i również skontaktować się ze swoimi fanami. W pierwszym tygodniu grupa wystąpiła w czterech programach muzycznych: 16 lutego w M Countdown, 17 lutego w Music Bank, 18 lutego w Show! Music Core i 19 lutego w Inkigayo. W drugim tygodniu 21 lutego dziewczyny wystąpiły w programie The Show, gdzie zajęły pierwsze miejsce, dzień później na Show Champion zdobyły kolejną nagrodę, następnie 24 lutego w programie Music Bank i 26 lutego na Inkigayo. 08 marca dziewczyny zdobyły swoją piątą nagrodę na Show Champion, a trzy dni później kolejną podczas Show! Music Core.

## Notowania
| Lista                     | Najwyższa pozycja wykres tygodniowy |
| ------------------------- | ----------------------------------- |
| Korea Południowa (Circle) | 4                                   |

| Lista                     | Najwyższa pozycja wykres miesięczny |
| ------------------------- | ----------------------------------- |
| Korea Południowa (Circle) | 4                                   |

## Nagrody
Programy muzyczne
| Rok  | Data      | Stacja telewizyjna | Program          |
| ---- | --------- | ------------------ | ---------------- |
| 2023 | 21 lutego | SBS M              | The Show         |
| 2023 | 22 lutego | MBC M              | Show Champion    |
| 2023 | 24 lutego | KBS2               | Music Bank       |
| 2023 | 26 lutego | SBS                | Inkigayo         |
| 2023 | 8 marca   | MBC M              | Show Champion    |
| 2023 | 11 marca  | MBC                | Show! Music Core |